# Onze-Lieve-Vrouw van Altijddurende Bijstandkerk (Wernhout)
De Onze-Lieve-Vrouw van Altijddurende Bijstandkerk is een parochiekerk in de Noord-Brabantse plaats Wernhout, gemeente Zundert. De kerk is hier gelegen aan de Wernhoutseweg 151.

## Geschiedenis
Deze kerk werd gebouwd in 1927 naar een ontwerp van Jacques van Groenendael. Tijdens de Tweede Wereldoorlog werd de kerk door de bezetter beschadigd. In 1947 was het gebouw weer hersteld.

## Gebouw
Het is een bakstenen kerkgebouw met halfronde apsis, een breed transept en een ernaast gebouwde toren in expressionistische stijl, gedekt door een tentdak. Op de vliering van de kerk bevindt zich een vierkante koepel, eveneens door een tentdak gedekt.